# ちょいバラ
『ちょいバラ』は、朝日放送テレビ（ABCテレビ）で、2021年10月17日（16日深夜）から放送されているバラエティ番組放送枠。

## 概要
2021年10月より、日曜未明（土曜深夜）に15分番組を2本立てで放送する新枠「ちょいバラ」として始動。若手芸人をピックアップし、個性を最大限に引き出しつつ、短い放送時間に笑いを凝縮させたバラエティとして開始した。
2022年4月18日（17日深夜）の放送から月曜未明（日曜深夜）に移動し、2本立てから15分番組1本制に変更された。
- 朝日放送ラジオ（ABCラジオ）では当番組に連動して野村がパーソナリティを務める『つまずく夜は―あとがき 野村尚平』が2022年4月19日（18日深夜）から6月28日（27日深夜）まで、毎週火曜1:30 - 2:00に放送された[1]。

2023年6月12日（11日深夜）放送分からは曜日はそのままに、再度2本立て編成の月曜 1:30 - 2:00（日曜深夜）に放送時間を変更。同時に「ちょいバラトーナメント」と題し、6番組が3ブロックに分かれ、トーナメント形式で年間チャンピオンを決める企画も開始した。

## 放送内容
ちょいバラトーナメント Aブロック
2024年6月2日（1日深夜） - 6月23日（22日深夜）
- 時空をかける男塾（1:00 - 1:15）出演:ダブルヒガシ、豪快キャプテン - 勝者
- おばちゃんが告ぐ！（1:15 - 1:30）出演:はるかぜに告ぐ

ちょいバラトーナメント Bブロック
2024年6月30日（29日深夜） - 7月28日（27日深夜） 
- 吾輩は芸人である。（1:00 - 1:15）出演:橋本直（銀シャリ）、安本彩花（私立恵比寿中学） - 勝者
- 濱田祐太郎のブラリモウドク（1:15 - 1:30）出演:濱田祐太郎、トキ（藤崎マーケット）

ちょいバラトーナメント Cブロック
2024年9月1日（8月31日深夜） - 9月29日（28日深夜）
- 灯る時間（1:00 - 1:15）出演:カベポスター - 勝者
- ヴィーナスの数式（1:15 - 1:30）出演:天才ピアニスト

2024年11月30日（29日深夜）に各ブロック勝者の3番組によるファイナルステージが行われ、「吾輩は芸人である。」がトーナメント優勝。2025年3月31日（30日深夜）に優勝特番が放送された。

## 過去放送
2023年度
| ブロック  | タイトル                                        | 出演者                              | 時間        | 期間                                            |
| --------- | ----------------------------------------------- | ----------------------------------- | ----------- | ----------------------------------------------- |
| Aブロック | 石井ダンサーズのパーフェクトワールド            | さや香                              | 1:30 - 1:45 | 2023年6月12日（11日深夜） - 7月3日（2日深夜）   |
| Aブロック | ☆ 金属バットのダミ声ドキュメンタリー ガラガラGO | 金属バット                          | 1:45 - 2:00 | 2023年6月12日（11日深夜） - 7月3日（2日深夜）   |
| Bブロック | ☆ 笑いの救世主（メシア）                        | 笑い飯                              | 1:30 - 1:45 | 2023年7月17日（16日深夜） - 8月21日（20日深夜） |
| Bブロック | 絶品の孤島メシ                                  | シモタ（シモリュウ）                | 1:45 - 2:00 | 2023年7月17日（16日深夜） - 8月21日（20日深夜） |
| Cブロック | 笑えない父と笑わせたい愛娘                      | 囲碁将棋                            | 1:30 - 1:45 | 2023年8月28日（27日深夜） - 9月18日（17日深夜） |
| Cブロック | ☆ ヤバTともだちできるかな？                     | ヤバイTシャツ屋さん、さすけ（滝音） | 1:45 - 2:00 | 2023年8月28日（27日深夜） - 9月18日（17日深夜） |

☆印が各ブロックの勝者。2023年11月26日（25日深夜）に3番組によるファイナルステージが行われ、「ヤバTともだちできるかな？」がトーナメント優勝。2024年3月24日（23日深夜）に優勝特番「ヤバTともだちできるかな？inオホーツク」が放送された。また、同年3月30日には「笑えない父と笑わせたい愛娘」の特番も放送された。
2021‐2022年度
| タイトル                                     | 出演者 | 時間 | 期間                                             |
| -------------------------------------------- | --- | --- | ------------------------------------------------ |
| RPGコウテイ君                                | コウテイ | 1:00 - 1:15 | 2021年10月17日（16日深夜）- 12月19日（18日深夜） |
| イケメン乙〜イケメン今日もおつかれさまです〜 | イワクラ（蛙亭）、熊元プロレス（紅しょうが）、荒川（エルフ） | 1:15 - 1:30 | 2021年10月17日（16日深夜）- 12月19日（18日深夜） |
| さらば森田の裏ニッポン極秘会議               | 森田哲矢（さらば青春の光） | 1:00 - 1:15 | 2022年1月15日（16日深夜） - 3月27日（26日深夜）  |
| 離島マルコス                                 | マルコス | 1:15 - 1:30 | 2022年1月15日（16日深夜） - 3月27日（26日深夜）  |
| タイトル                                     | 出演者 | 出演者 | 期間                                             |
| つまずく夜は                                 | 野村尚平（令和喜多みな実）、ベビーヴァギー、いつまちゃん | 野村尚平（令和喜多みな実）、ベビーヴァギー、いつまちゃん | 2022年4月18日（17日深夜） - 6月28日（27日深夜）  |
| 週刊オオギリマガジン                         | ロングコートダディ | ロングコートダディ | 2022年7月25日（24日深夜）- 10月2日（3日深夜）    |
| ヒトミシリ酒                                 | 第1回・第2回：水川かたまり（空気階段）、永見大吾（カベポスター) 第3回・第4回：赤木裕（たくろう）、野澤輸出（ダイヤモンド） 第5回：阪本（マユリカ）、はら（ゆにばーす） | 第1回・第2回：水川かたまり（空気階段）、永見大吾（カベポスター) 第3回・第4回：赤木裕（たくろう）、野澤輸出（ダイヤモンド） 第5回：阪本（マユリカ）、はら（ゆにばーす） | 2023年1月22日（23日深夜） - 2月19日（20日深夜）  |